# 三字符组与双字符组
三字符组（trigraph）与双字符组（Digraph）是程序设计语言（如C语言）中3个或者2个字符的序列，在编译器预扫描源程序时被替换为单个字符。以解决某些键盘不能输入某些编程必须的字符问题。

## 缘起
C语言的源程序的最低必须的字符集是基于7位ASCII码字符集，是ISO 646-1983 Invariant Code Set的一个超集。ISO 646最初是1972年颁布的一项国际化的7位ASCII标准，规定了12个字符所对应的码位保持对各国标准开放：# $ @ [ \ ] ^ ` { | } ~  。
因为法国标准AFNOR NF Z 62010-1982把码位0x7c（ASCII码的 | ）定义为ù，用法文键盘就难以输入C语言的位或运算符 | ；码位0x7e（ASCII码的 ～）定义为 ¨ （即分音符），法文键盘就难以输入C语言的位非运算符 ～ 。
加拿大法语标准CSA Z243.4-1985中把码位0x5e（ASCII码的 ^ ）在定义为É，导致难以输入C语言的异或运算符 ^ 。

## 三字符组
为解决上述的C语言源代码输入问题，C语言标准规定预处理器（C preprocessor）在扫描处理C语言源文件时，替换下述的3字符出现为1个字符
| 三字符组 | 替换为 |
| -------- | ------ |
| ??=      | #      |
| ??/      | \      |
| ??'      | ^      |
| ??(      | [      |
| ??)      | ]      |
| ??!      | \|     |
| ??<      | {      |
| ??>      | }      |
| ??-      | ~      |

如果希望在源程序中有两个连续的问号，且不希望被预处理器替换，这种情况出现在字符常量、字符串字面值或者是程序注释中，可选办法是用字符串的自动连接："...?""?..."或者转义序列："...?\?..."。
从Microsoft Visual C++ 2010版开始，该编译器默认不再自动替换三字符组。如果需要使用三字符组替换（如为了兼容古老的软件代码），需要设置编译器命令行选项/Zc:trigraphs
g++仍默认支持三字符组，但会给出编译警告。

## 双字符组
1994年公布了一项C语言标准的修正案，引入了更具有可读性的5个双字符组。这也包括进了C99标准。
| 双字符组 | 替换为 |
| -------- | ------ |
| <:       | [      |
| :>       | ]      |
| <%       | {      |
| %>       | }      |
| %:       | #      |

不同于三字符组在源文件的任何出现都会被预处理器替换，双字符如果出现在字符串字面值（quoted string）、字符常量、程序注释中将不被替换。双字符组的替换发生在编译器对源程序的tokenization阶段（即识别出关键字、标识符等，类似于自然语言的“断词”），仅当双字符组作为一个token或者token的组成部分时（如%:%:被替换为预处理运算符##），双字符组才被替换为单字符。
g++支持上述双字符组替换。但Microsoft Visual C++不支持双字符组替换。

## C++
C++标准支持C语言的三字符组与双字符组（包括C99中的增补）。C++自身还提供了下述内置的关键字：
| 关键字 | 等价于 |
| ------ | ------ |
| and    | &&     |
| bitor  | \|     |
| or     | \|\|   |
| xor    | ^      |
| compl  | ~      |
| bitand | &      |
| and_eq | &=     |
| or_eq  | \|=    |
| xor_eq | ^=     |
| not    | !      |
| not_eq | !=     |

Microsoft Visual C++编译器要求如果使用上述关键字，必须包含头文件ciso646，否则编译报错。如“ error C2065: 'not' : undeclared identifier”。而g++编译器就不要求包含头文件ciso646。